# Comuna Kolonșciîna, Makariv
Kolonșciîna (în ucraineană Колонщина) este o comună în raionul Makariv, regiunea Kiev, Ucraina, formată din satele Berezivka, Kolonșciîna (reședința), Mareanivka și Mîkolaiivka.

## Demografie
Componența lingvistică a comunei Kolonșciîna
     Ucraineană (95,71%)
     Rusă (4,13%)
     Alte limbi (0,08%)
Conform recensământului din 2001, majoritatea populației comunei Kolonșciîna era vorbitoare de ucraineană (95,71%), existând în minoritate și vorbitori de rusă (4,13%).